# Parada Camerino/Rosas Negras
A Parada Camerino/Rosas Negras é uma das estações do VLT Carioca situada no Rio de Janeiro. Na Linha 3, em ambos os sentidos (Central–Santos Dumont e Santos Dumont–Central), está entre as paradas Santa Rita/Pretos Novos e Cristiano Ottoni/Pequena África.
Localiza-se na avenida Marechal Floriano e atende o bairro do Centro.
O nome das paradas da linha 3 foi alterado (originalmente o nome da estação seria apenas "Camerino") para homenagear movimentos de afrodescendentes e monumentos históricos ligados à cultura africana ao longo do trajeto. Camerino/Rosas Negras faz uma homenagem ao movimento de mulheres contra a escravidão e a favor dos direitos dos negros.